# Vipera latifii
Vipera latifii este o specie de șerpi din genul Vipera, familia Viperidae, descrisă de Mertens, Darewsky și Klemmer 1967. Conform Catalogue of Life specia Vipera latifii nu are subspecii cunoscute.